# La Beauté du monde (film, 2021)
Pour les articles homonymes, voir La Beauté du monde (homonymie).
Pour plus de détails, voir Fiche technique et Distribution.
La Beauté du monde est un film français réalisé par Cheyenne Carron et sorti en 2021.
Il fait partie d'un diptyque qui a débuté avec Jeunesse aux cœurs ardents en 2018 et s'est poursuit avec les films : Le Soleil Reviendra (2020) et se conclura avec Je m'abandonne à toi (2023).

## Synopsis
Un militaire revenant de mission et souffrant de stress post-traumatique peine à trouver ses repères dans la société.

## Fiche technique
- Titre : La Beauté du monde
- Réalisation : Cheyenne Carron
- Scénario : Cheyenne Carron
- Photographie : Aurélien Dubois
- Costumes : Marina Massocco
- Décors : Vincent Brière
- Son : Jérôme Schmitt
- Mixage : Mikaël Barre
- Montage : Yannis Polinacci
- Production : Hésiode Productions
- Pays :  France
- Durée : 119 minutes
- Date de sortie : France - 8 décembre 2021

## Distribution
- François Pouron
- Fanny Ami
- Mael Castro Di Gregorio
- Johnny Amaro